# Arthralgie
Une arthralgie est un terme médical générique désignant toutes les douleurs articulaires.
Le terme vient du grec arthron (« articulation ») et algos (« douleur »).

## Clinique
L'ensemble des articulations d'un organisme humain ou animal peut être à l'origine de douleurs.
On décrit typiquement plusieurs formes de douleurs :
- douleurs d'ordre mécanique, majorées par les mouvements et l'effort, ne cédant pas à l'effort.
- douleurs d'ordre inflammatoire, typiquement se réveillant au petit matin, accompagnées de raideurs et d'un dérouillage articulaire.
- douleurs mixtes (mélange de douleur de type inflammatoire et mécanique)

L'articulation douloureuse peut être le siège d'autres signes : gonflement, rougeur, chaleur, déformation, blocage…
Chez un malade, une ou plusieurs articulations peuvent être douloureuses ensemble ou les unes après les autres. On parle alors de polyarthralgie.

## Étiologie
Les causes de l'arthralgie peuvent être nombreuses, uniques ou cumulée. Les facteurs les plus courants en sont : 
- Entorse ou Luxation post-traumatique
- Arthrose
- Arthrite
- Périarthrite
- Myofasciite à macrophages
- Intoxication au cadmium (Ostéomalacie)
- Intoxication au plomb (Saturnisme)
- Maladie de Lyme (Arthrite de Lyme)
- Chikungunya (séquelle plus fréquente en cas de traitement par la chloroquine)[1]